# Kulindadromeus

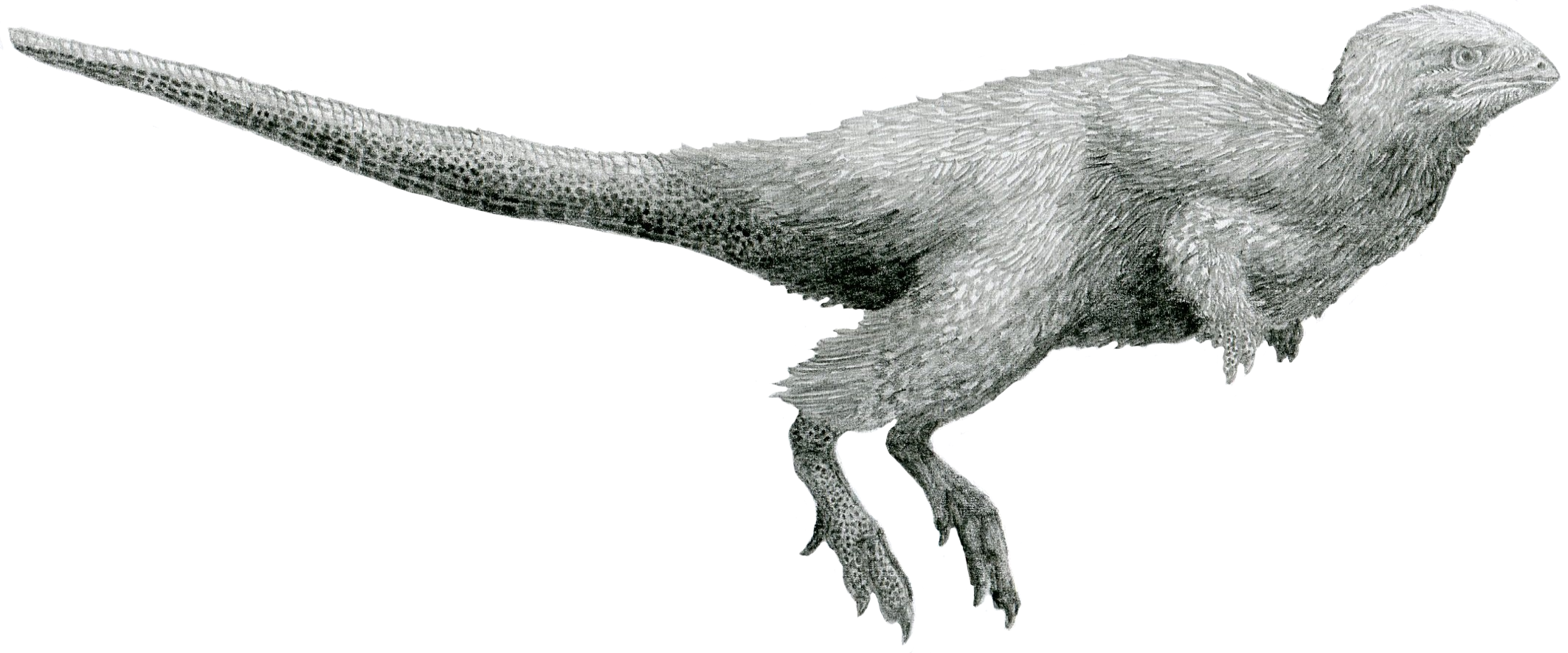
"Kulindadromeus", een jonger synoniem van een soort waarvan de correcte naam nog gekozen moet worden uit twee al bepaalde kandidaten

Kulindradromeus is een geslachtsnaam gegeven aan een plantenetende dinosauriër behorend tot de Ornithischia.

## Vondst en naamgeving
In 2014 benoemden en beschreven Pascal Godefroit, Sofia Sinitsa, Danielle Dhouailly, Joeri Bolotski, Alexander Sizov, Maria McNamara, Michael Benton, en Paul Spagna de typesoort Kulindadromeus zabaikalicus. De geslachtsnaam is afgeleid van de vindplaats Koelinda in Siberië en het Oudgrieks δρομεύς, dromeus, "renner". De soortaanduiding verwijst naar de regio Zabaikal.
Het holotype, INREC K3/109, is gevonden in een laag van de Oekoereiskajaformatie die dateert uit het middelste tot late Jura, Bajocien-Tithonien. In 2019 werd deze laag gedateerd als tussen de 168,3 en 166,1 miljoen jaar oud. Het bestaat uit een gedeeltelijke schedel met onderkaken. De schedel mist de snuitpunt. De vulkaanaslagen van de formatie vormen een Konservat-Lagerstätte met een uitzonderlijk goede conservering.

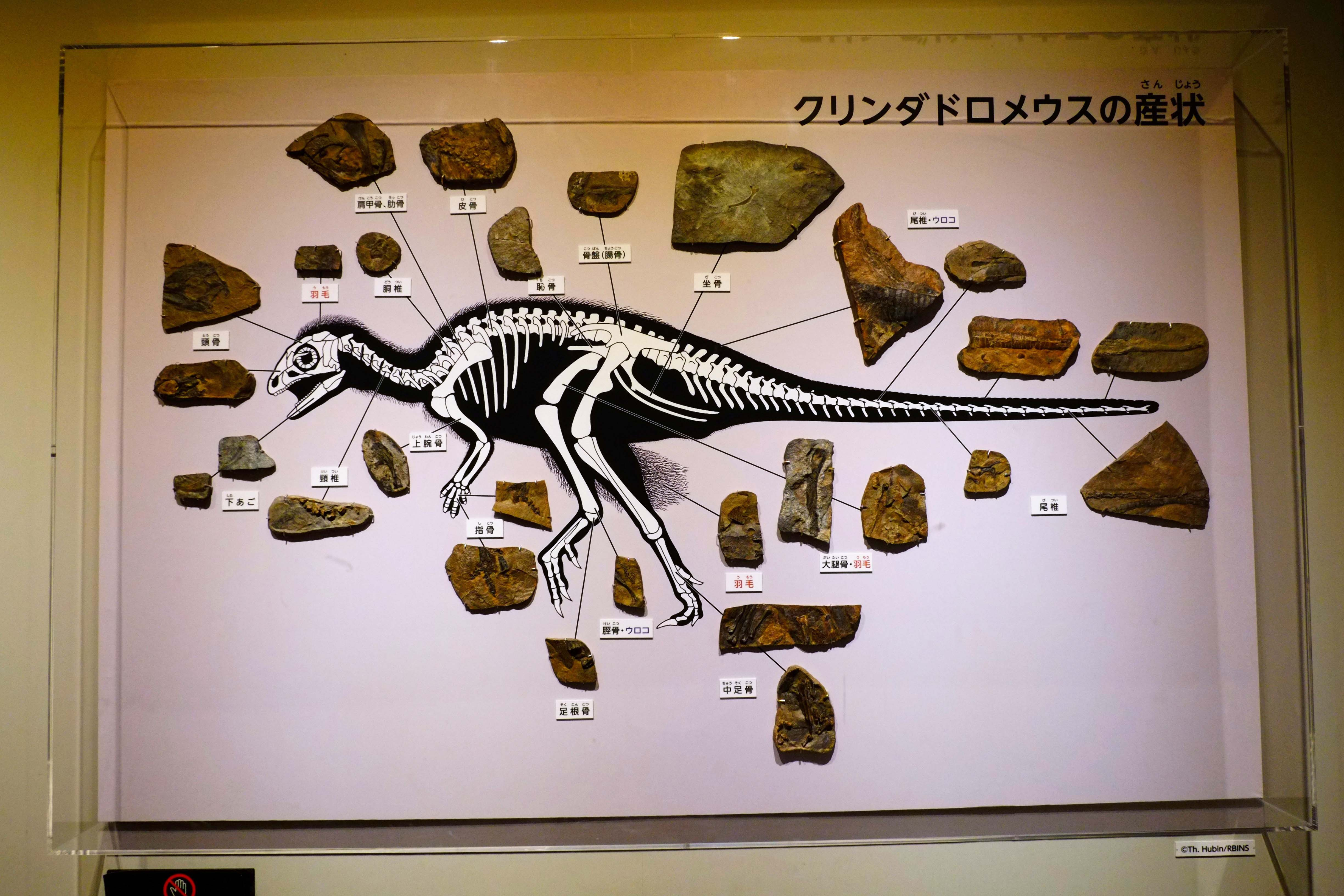
Beenderen

Er is in dezelfde formatie sinds 2010 in twee beenderbedden veel meer materiaal gevonden van soortgelijke dieren waaronder jongvolwassen exemplaren en jongen. Er zijn in totaal zes schedels gevonden en losse botten van naar schattingen honderden skeletten. Op basis van het materiaal zijn eerder in 2014 door Wladimir Alifanow en Sergej Saweljow tegelijkertijd Kulindapteryx en Daurosaurus benoemd. Volgens de beschrijvers van Kulindadromeus heeft Alifanow fossielen ontvreemd om ze opzettelijk voor een eerdere beschrijving te gebruiken en zijn Kulindapteryx en Daurosaurus één taxon en een synoniem van Kulindadromeus — alle skeletelementen zouden slechts één morfotype tonen zodat er geen aanwijzingen zijn voor de aanwezigheid van twee taxa. Indien dit correct is, zal uit de twee oudere namen een keuze moeten worden gemaakt en is Kulindadromeus daar dan het jongere synoniem van. Het mogelijk onethisch gedrag van Alifanow is voor de naamgeving irrelevant. Desalniettemin gebruiken de meeste onderzoekers sinds 2014 de naam Kulindadromeus. In 2019 werd gepoogd deze situatie op te lossen door Kulindapteryx en Daurosaurus als nomina dubia te beschouwen.
De fossielen van Kulindadromeus tonen zowel uitgebreide delen van de schubben, waaronder overlappende dubbele reeksen op de rug van de staart, als een primitief verenkleed dat lijkt te bestaan uit een "rafeling" van platte schubben.

## Beschrijving

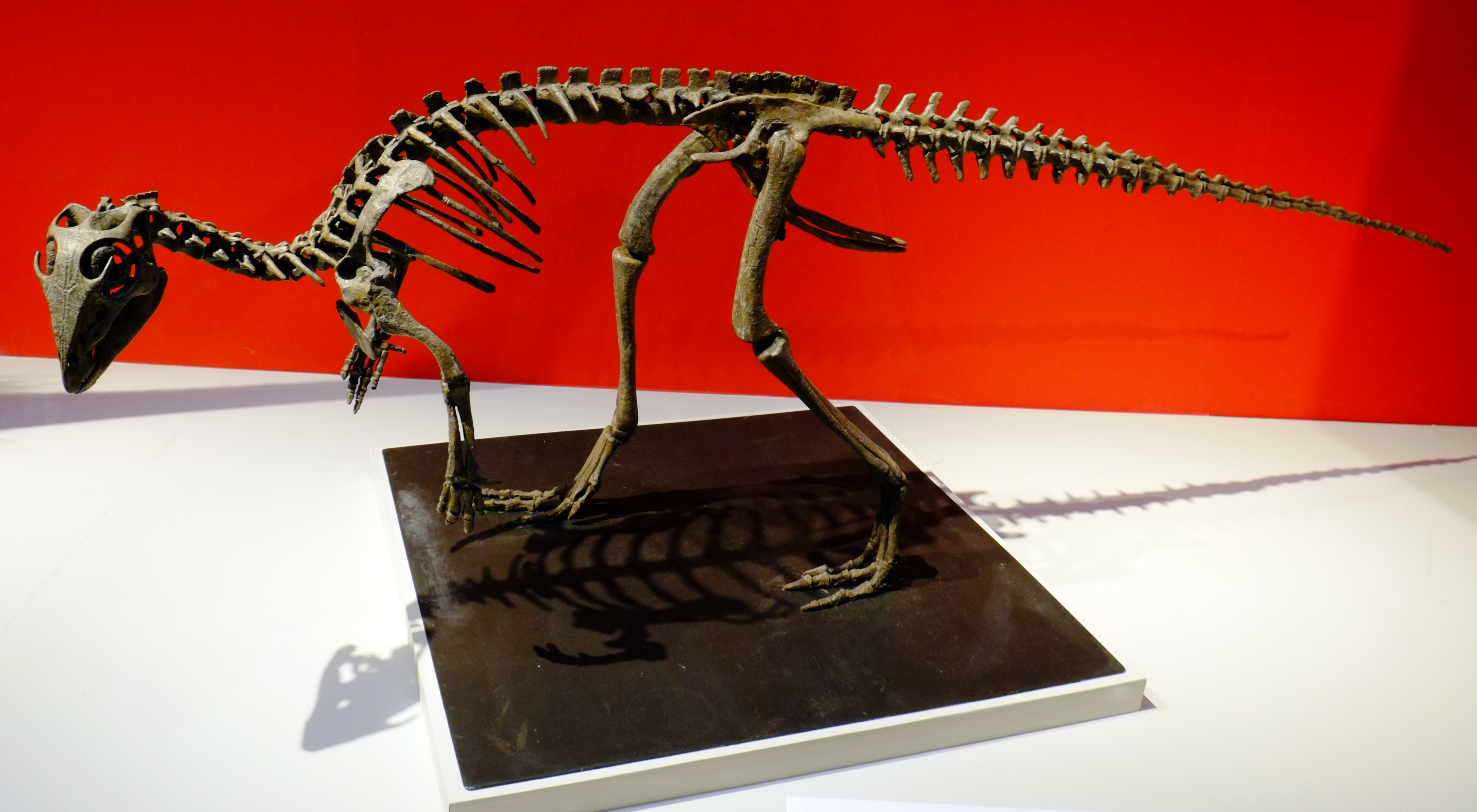
Een skeletmodel

Kulindadromeus is een kleine tweevoeter met een geschatte volwassen lichaamslengte van anderhalve meter. Hij heeft een korte kop, lange achterpoten, korte voorpoten en een lange staart.
De beschrijvers wisten enkele onderscheidende kenmerken vast te stellen. De voorste opgaande tak van het bovenkaaksbeen is veel lager dan de achterste opgaande tak. De fenestra maxillaris is groter dan de fenestra antorbitalis. De opgaande tak van het jukbeen richting het postorbitale is ingekeept. Het postorbitale heeft een achterste tak die verticaal verbreed is. Het achterblad van het darmbeen is in zijaanzicht slank. Het tweede, derde en vierde middenvoetsbeen hebben diepe groeven voor de pezen van de strekkende spieren.
In totaal zijn er drie soorten schubben en drie soorten veerachtige filamenten vastgesteld. Kleine, tot drieënhalve millimeter in doorsnede, overlappende zeshoekige schubben bevinden zich aan de onderste uiteinden van de scheenbeenderen. Kleine, minder dan één millimeter in doorsnede, niet-overlappende ronde schubben bevinden zich op de handen, de enkels en voeten. Zeer speciaal zijn vijf gewelfde rijen overlappende rechthoekige schubben op de bovenkant van de staart, twee bij één centimeter metend, waarbij de lange zijde overdwars ligt. Bij deze schubben overlapt de voorliggende de achterliggende licht. De schubben zijn glad en dun, minder dan een tiende millimeter dik. Het wordt daarom onwaarschijnlijk geacht dat het om verbeende osteodermen gaat. In het midden hebben deze schubben een vooruitstekende spoor die juist de voorliggende schub overlapt. Zo grijpt de hele rij in elkaar, een soort pantser op de bovenste staart vormend. Op de achterste staart worden deze schubben kleiner en afgeronder; ze overlappen elkaar dan niet meer.

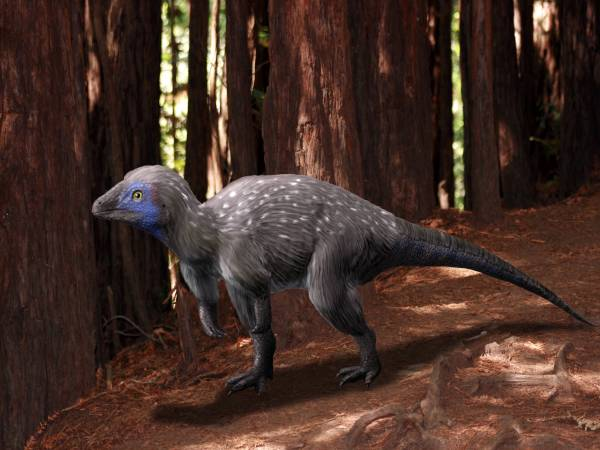
Het dier heeft een uitgebreide bevedering

De filamenten bestaan in de eerste plaats uit een haarachtige bedekking op de borst, buik, rug, nek en kop die overeenkomt met het "Type I" welke van Theropoda bekend is. De haren op de kop hebben een doorsnede tot 0,15 millimeter en een lengte van één tot anderhalve centimeter. Ze hebben geen duidelijke implantatierichting en zijn licht gebogen. Die op de romp zijn 0,2 tot 0,3 millimeter dik en twee tot drie centimeter lang. Op de dijen en bovenarmen zijn als tweede type naar beneden stekende tufjes van zes of zeven filamenten aanwezig, die per groepje ontspruiten uit het midden van een hoornplaatje aan de basis ervan. Deze filamenten zijn één tot anderhalve centimeter lang. Op de bovenarm hebben ze een doorsnede van 0,2 tot 0,4 millimeter en zijn ze vrij recht; op de dij van 0,1 tot 0,2 millimeter. Ze komen overeen met het Type III van Theropoda en lijken op veerdons bij vogels. De basisplaten hebben op de bovenarm een breedte van drie tot vier millimeter; op de dij van twee tot drie. Ze zijn geordend in een zeshoekig patroon maar raken elkaar niet. Een derde type bestaat uit bundels van zes tot zeven lintvormige structuren op de bovenste schenen. Ze hebben per lint een lengte van anderhalf tot twee centimeter en een breedte van anderhalf tot drie millimeter. Ze hebben een middenas in de lengterichting. Detailonderzoek wees uit dat ieder lint weer bestaat uit ongeveer tien evenwijdig lopende filamenten met een dikte van 0,05 tot 0,1 millimeter. Dergelijke samengestelde lintstructuren waren tot nu toe onbekend. De beschrijvers zien deze ontdekkingen als ondersteuning voor de hypothese dat eerder bij Ornithischia aangetroffen lichaamsbedekking, gevonden bij Psittacosaurus en Tianyulong, homoloog is aan de veren bij de Theropoda. Dit beschouwen ze weer als een aanwijzing dat veren oorspronkelijk waren voor de Archosauromorpha. Bij huidige vogels zijn schubben op het onderbeen het gevolg van een sonic hedgehog remming van een hoxgen waardoor er zich geen normale veren ontwikkelen; de meest basale vogels hebben daar wel veren. De beschrijvers suggereerden dat bij Kulindadromeus zich een vergelijkbare evolutionaire ontwikkeling zou hebben voorgedaan en de uitgebreide schubben op de onderbenen ook daar eerst veren waren.

## Fylogenie
Volgens de beschrijvers staat Kulindadromeus basaal in de Neornithischia, net boven Hexinlusaurus Dat is dieper in de stamboom dan waar Alifanow Kulindapteryx en Daurosaurus plaatste — overigens weer in verschillende posities. Het zou de zustersoort zijn van de Cerapoda.